# NGC 327
NGC 327 este o galaxie spirală barată situată în constelația Balena. A fost descoperită în 27 septembrie 1864 de către Albert Marth.